# Hawker Siddeley P.1127
Los Hawker P.1127 y Hawker Siddeley Kestrel FGA.1 fueron los aviones experimentales y de desarrollo que condujeron al Hawker Siddeley Harrier, el primer cazabombardero a reacción con capacidad de despegue y aterrizaje vertical/corto (V/STOL).
El desarrollo comenzó en 1957, aprovechando la elección de la Bristol Engine Company de invertir en la creación del motor de empuje vectorial Pegasus. Las pruebas comenzaron en julio de 1960 y, a finales de año, el avión había conseguido realizar despegues verticales y vuelos horizontales. El programa de pruebas también exploraba la posibilidad de su uso desde portaaviones, apontando en el Ark Royal en 1963. Los primeros tres aviones se estrellaron durante las pruebas, uno de ellos durante la Muestra Aérea de París de 1963.
Mejoras para los aviones de desarrollo futuros, como alas en flecha y motores Pegasus más potentes, condujeron al desarrollo del Kestrel. El Kestrel fue evaluado por el Escuadrón de Evaluación Tripartito, formado por pilotos militares del Reino Unido, Estados Unidos y Alemania Occidental. Se realizaron vuelos posteriores por parte de las fuerzas armadas estadounidenses y la NASA.
Los trabajos relacionados con un avión supersónico, el Hawker Siddeley P.1154, fueron cancelados en 1965. Como resultado, el P.1127 (RAF), una variante más cercana basada en el Kestrel, fue puesto en producción ese mismo año, y bautizada como Harrier (el nombre destinado originalmente al P.1154) en 1967. El Harrier sirvió con el Reino Unido y varias otras naciones, a menudo como avión embarcado.

## Desarrollo

### Antecedentes
Tras el fin de la guerra de Corea, una serie de compañías aeronáuticas en Europa y Estados Unidos decidieron, por separado, investigar las posibilidades de un avión de despegue y aterrizaje verticales (VTOL), que eliminaría el requerimiento de las vulnerables pistas, despegando y aterrizando verticalmente, en oposición a una aproximación horizontal convencional. Además de las aplicaciones militares, la posibilidad de aplicar esta tecnología a aviones comerciales también se vio con interés considerable a mitad de los años 50 del siglo XX, ya que el valor de desarrollar sistemas viables de despegue vertical fue juzgado como sustancial. Sin embargo, incluso en esta época, pocas compañías habían previsto que un avión VTOL fuera compatible de forma realista con las características de los aviones militares de altas prestaciones.
En 1957, el ingeniero de motores a reacción Stanley Hooker, de la Bristol Engine Company, informó al ingeniero aeronáutico Sydney Camm de Hawker Aircraft que Bristol había estado trabajando en un proyecto que combinaba los elementos principales de sus motores Olympus y Orpheus para producir un reactor de chorro dirigible. El proyectado reactor aprovechaba chorros "fríos" rotativos que estaban instalados a ambos lados del compresor, junto con un chorro "caliente" que era dirigido a través de una tobera central convencional. El concepto original en el que estaba basado el motor, que había sido bautizado Pegasus, provenía de Michel Wibault, un asesor sobre aviación francés. Bristol realizó varias adaptaciones y mejoras para reducir el tamaño y el peso del concepto original de Wibault.
Casi por la misma época del contacto de Hooker, Hawker había estado trabajando en el desarrollo de un avión de caza que reemplazara al Hawker Hunter, designado como P.1121. Sin embargo, el P.1121 fue cancelado poco después de la publicación del Libro Blanco de Defensa de 1957, que defendía un cambio de política desde los aviones tripulados hacia los misiles. A la luz de esta cancelación, Hawker se encontró con los recursos suficientes para afrontar un nuevo proyecto, y por ello decidió estudiar el uso del proyectado motor Pegasus como base de un nuevo aeroplano militar que fuera capaz de estar en consonancia con la especificación activa de la OTAN que buscaba un Caza de Apoyo Táctico Ligero que reemplazara al Fiat G.91. Se prestó especial atención en cubrir los requerimientos de prestaciones y carga de la especificación.
Según el Mariscal en Jefe del Aire Sir Patrick Hine, el interés de Hawker también pudo estar estimulado por el Requerimiento del Estado Mayor del Aire 345, que buscaba un caza de ataque a tierra V/STOL para la Real Fuerza Aérea (RAF). El autor aeronáutico Francis K. Mason expuso una visión contraria, declarando que la decisión de Hawker a iniciar el desarrollo fue independiente de las iniciativas del Gobierno británico, y que el proyecto P.1127 estaba basado principalmente en el requerimiento de la OTAN. Hawker tuvo un gran aliado en su desarrollo en la forma de Bristol, pero en esa época este último estaba experimentando dificultades económicas, y la falta de previsibles aplicaciones comerciales para el motor Pegasus en particular, junto con las negativas de la Tesorería de su Majestad, significaron que el desarrollo tendría que ser financiado en su lugar por las instituciones de la OTAN. La estrecha cooperación entre Hawker y Bristol fue vista por el ingeniero de proyectos Gordon Lewis como un factor clave que había permitido que el desarrollo del P.1127 avanzase a pesar de los obstáculos técnicos y los contratiempos políticos.

### Orígenes
El ingeniero de proyectos encargado Ralph Hooper de Hawker se dedicó prontamente a establecer un diseño inicial de un avión teórico que aprovechara el motor Pegasus, usando los datos proporcionados por Bristol. Este avión propuesto pronto recibió la designación interna P.1127. En julio de 1957, una modificación realizada al diseño fue la incorporación de un escape bifurcado, similar al del Hawker Sea Hawk, que fue equipado con toberas giratorias para los escapes calientes, similares a las ya usadas para los escapes fríos. Este cambio desde el escape simple significó que el tren de aterrizaje inicial de rueda de cola también podía descartarse en favor de un tren de aterrizaje convencional de rueda delantera de morro. El proceso de diseño se extendió durante 1958, siendo financiado enteramente por Hawker, mientras que se realizaban acercamientos al Cuartel General de la OTAN en Bélgica, para establecer mejor los requerimientos tácticos buscados, particularmente entre las conflictivas necesidades de un caza supersónico armado ligeramente y uno más simple subsónico multipropósito.
El proceso de desarrollo había involucrado el uso extenso de modelos físicos; para una serie de pruebas de soplado, mezclas de aire caliente y frío concentrado se dirigían contra el terreno para simular el efecto suelo durante el despegue. Estos trabajos se consideraban críticos para el proyecto, ya que había poco conocimiento acerca de los efectos adversos que podrían influir sobre el avión durante el proceso de despegue vertical; al no existir flujo de aire sobre los alerones, cola y timón mientras el avión permanecía en sustentación estacionaria, se experimentó con reactores de control de punta alar como un enfoque alternativo de control de reacción. Estas investigaciones incluyeron el desarrollo de un simulador de respuesta totalmente nuevo que conectaba una serie de controles de vuelo simples a un ordenador. A finales de 1958, apenas dieciocho meses después del inicio del comienzo del proyecto, las características principales del P.1127 estaban desarrolladas con una excepción, que era el sistema de control de reacción, cuyo desarrollo fue completado en abril de 1959.
Durante el desarrollo, Camm hizo mucho énfasis en la importancia de la simplicidad del diseño, observando que "la sofisticación significa complicación, luego, a su vez, escalada, cancelación y finalmente ruina". En 1958, el diseño se centró alrededor de un único motor Pegasus capaz de generar 58 kN (13 000 lbf) de empuje; equipado totalmente, el avión iba a pesar poco menos que el empuje máximo, por lo que permitía despegues verticales bajo todas las condiciones nominales. A finales del mismo año, los asesores técnicos de la OTAN habían notado el rápido progreso del proyecto P.1127, que comenzaron a promocionar la aceleración del desarrollo del avión y a que las naciones miembros se saltaran la siguiente generación de cazas de apoyo en favor del emergente P.1127. En el Reino Unido, el apoyo al programa también estaba creciendo dentro del Estado Mayor del Aire, repitiéndose con frecuencia, a partir de enero de 1959 en adelante, rumores relativos al proyecto acerca de un par de prototipos P.1127 ordenados por el Ministerio de Abastecimiento, junto con los de la redacción de especificaciones del Ministerio del Aire.
Como el P.1127 había sido desarrollado en un momento de importantes recortes en defensa del Reino Unido, Hawker tuvo que buscar financiación comercial, y una parte significativa de la financiación del desarrollo del motor provino de los Estados Unidos. También los Estados Unidos proporcionaron asistencia de investigación, incluyendo una serie de pruebas de túnel de viento realizadas por el Centro de investigación de Langley de la NASA, usando maquetas a escala, que probaron poseer características de vuelo aceptables. El piloto de pruebas de Hawker Hugh Merewether viajó a los Estados Unidos, solicitado por la NASA para que volase el Bell X-14. En marzo de 1959, la junto directiva de la empresa (por entonces Hawker Siddeley) decidió financiar de forma privada dos prototipos P.1127.
En febrero de 1959, Hawker había completado prácticamente todos los trabajos de diseño y, por tanto, pasó la totalidad de sus trabajos de diseño de fabricación a la Oficina de Diseño Experimental de la compañía en Kingston, Londres. En abril del mismo año, el Ministerio de Abastecimiento emitió formalmente un contrato para la terminación de un par de prototipos del P.1127. Sin embargo, hubo críticas al proyecto desde el Estado Mayor del Aire, típicamente disgustando del P.1127 su velocidad subsónica, prefiriendo en su lugar aviones supersónicos; Mason les atribuye que causaran el considerable retraso en la emisión de un contrato a Hawker. El 23 de julio de 1959, Hawker autorizó la aplicación del máximo esfuerzo para completar el desarrollo del P.1127.

### P.1127

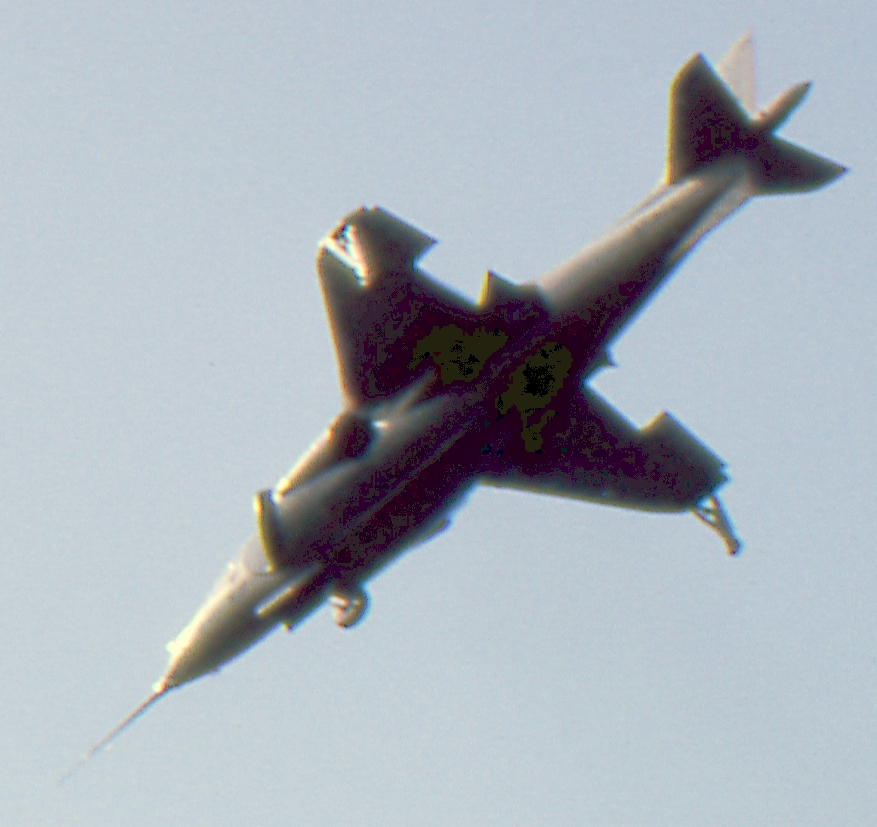
Tercer prototipo en Farnborough 1962, con bordes de fuga rectos y puntas alares redondeadas.

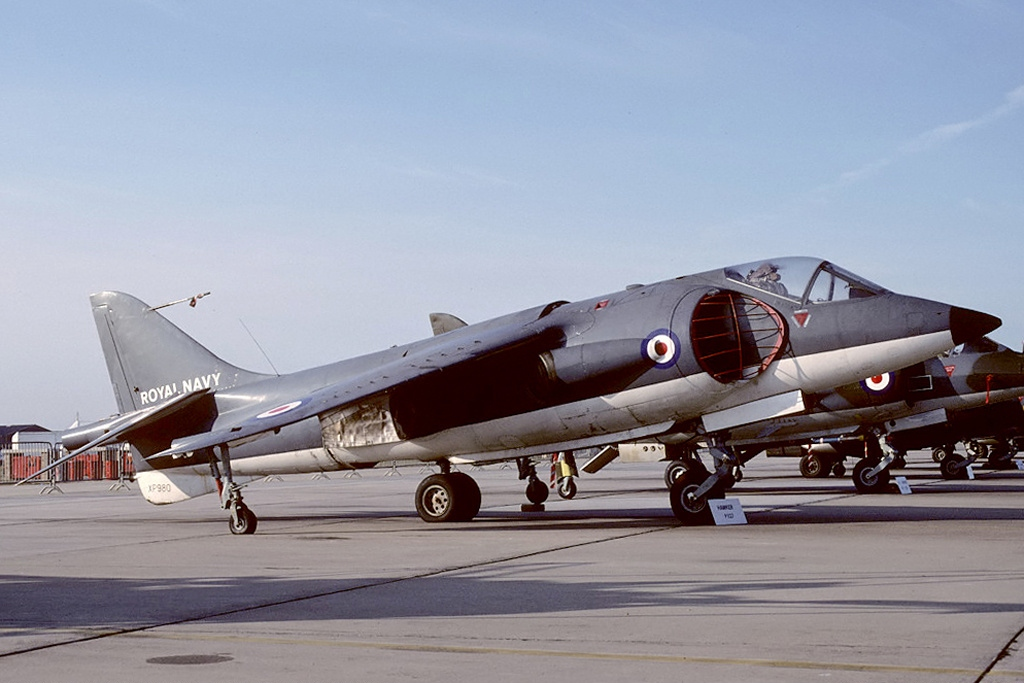
P.1127 XP980 usado como entrenador de cubierta con los colores de la Marina Real, 1989.

El 15 de julio de 1960, el primer "Prototipo de Avión de Ataque V/STOL P.1127", matrícula XP831, fue entregado en el Dunsfold Aerodrome, Surrey, para comenzar las pruebas estáticas de motor. El 31 de agosto del mismo año, el motor Pegasus arrancó por primera vez instalado en el fuselaje. Algunas de las pruebas fueron realizadas desde una plataforma específica en el aeródromo, que funcionaba desviando los gases de escape calientes lejos del avión en las primeras pruebas de vuelo estacionario, al tiempo que se desarrollaban versiones más potentes del motor. El 13 de octubre de 1960 se entregó en Dunsfold el primer motor de vuelo Pegasus, capaz de generar 50 kN (11 300 lbf) de empuje.
El 21 de octubre se produjo el vuelo cautivo inicial, realizado por el XP831, en Dunsfold; en esta etapa del desarrollo, este hito había requerido que el fuselaje fuera desprovisto de todo el peso superfluo y las restricciones del motor hicieron que no fuera puesto a máxima potencia más de 2,5 min cada vez. Se ejecutaron varios vuelos cautivos, en parte para que los pilotos pudieran familiarizarse con los controles de sustentación; el 4 de noviembre se realizó el primer vuelo cautivo sin el uso del sistema de autoestabilización. A mitad de noviembre se realizaron pruebas de carreteo convencional a velocidades de hasta 130 km/h (70 nudos).
El 19 de noviembre se produjo el primer vuelo libre en estacionario del XP831; una semana más tarde se publicaron las primeras fotos publicitarias del P.1127. Antes del primer vuelo, se dice que Hooker le preguntó a Camm: "¿Supongo que vas a hacer alguno de los primeros vuelos convencionales, Sydney?", a lo que Camm replicó: "¿Para qué?" Hooker dijo: "Ya sabes, solo para asegurarte de que el avión es un buen avión, y que todo está bajo control". Camm replicó: " Oh, los aviones Hawker siempre son hermosos, no hay nada malo en un avión Hawker, no me voy a molestar con eso. Me pido el primer vuelo vertical".
El 13 de febrero de 1961, el XP831 realizó su primer vuelo convencional, volado por Bill Bedford y durando 22 minutos. Poco después, el XP831 fue reequipado con un nuevo modelo de motor Pegasus, capaz de generar 53 kN (12 000 lbf) de empuje, antes de realizar nuevas pruebas de vuelo estacionario en mayo del mismo año. En junio, el XP831 alcanzó otro hito del programa cuando realizó la primera transición desde el vuelo estacionario vertical al horizontal, volando inicialmente la longitud de la pista de Dunsfold a una altura de 50 m.
El 7 de julio del mismo año, el segundo prototipo, XP836, realizó su primer despegue convencional. Las continuas pruebas de los dos prototipos consiguieron cerrar el hueco entre el despegue y el vuelo vertical, un hito que se alcanzó el 8 de septiembre de 1961. En septiembre, el hecho fue repetido múltiples veces por los dos prototipos, realizando la transición del vuelo vertical al horizontal y viceversa, incluyendo casos en los que el autoestabilizador era desconectado a propósito.
Durante el programa de pruebas de vuelo, la emisión del Requerimiento Militar Básico 3 de la OTAN (NBMR-3) no demostró ser la oportunidad esperada por Hawker, ya que el NBMR-3 buscaba características en prestaciones que el P.1127 no solo no era capaz de cubrir, sino que era poco probable que se desarrollase para cubrirlas en la forma que tenía en ese momento. Por ello, en 1961 había poco interés militar en el programa del P.1127, aunque, en enero del mismo año, a Hawker se le solicitó una valoración de los costes relativos a una potencial producción de 100 aviones P.1127 estándar. Mientras, Hawker pensaba que el desarrollo continuo del P.1127 serviría como demostración exitosa, sirviendo para disuadir a potenciales clientes de perseguir proyectos "sobre el papel" de aviones VTOL competidores.
El 2 de noviembre de 1960, el Ministerio de Abastecimiento emitió un contrato para que se produjeran cuatro prototipos más, destinados a desarrollar más el avión hacia un diseño de combate realista, como el refinamiento del ala, mejoras de los motores y el equipo operativo de apoyo. Durante este periodo se desarrollaron rápidamente modelos mejorados del motor Pegasus, como el Pegasus 3, capaz de suministrar 67 kN (15 000 lbf) de empuje. Aparte de las plantas motoras mejoradas, los primeros cuatro prototipos del P.1127 eran bastante similares; el quinto prototipo, XP980, introdujo una cola más alta y planos de cola en anhiedro, que fueron más tarde utilizados en los Harrier de producción. La cuarta máquina fue usada parcialmente para proporcionar familiarización del modelo a los pilotos de pruebas de producción de Hawker. El primer apontaje vertical fue realizado por el primer prototipo sobre el HMS Ark Royal en 1963. El último P.1127, XP984, introdujo el ala en flecha. Finalmente fue equipado con el Pegasus 5 de 66,7 kN (15 000 lbf) e hizo de prototipo del Kestrel.
Los tres primeros P.1127 se estrellaron, ocurriendo el segundo y el tercero durante el desarrollo. En 1963, el primer prototipo, XP831, se estrelló con mucha publicidad en la Muestra Aérea de París; el accidente había sido causado por una partícula de suciedad en las líneas de alimentación de aire del motor de control de tobera, que causó que se atorasen las toberas del motor. El XP831 fue más tarde reparado totalmente y continuó los vuelos de desarrollo. Todos los pilotos implicados sobrevivieron.

### Kestrel FGA.1

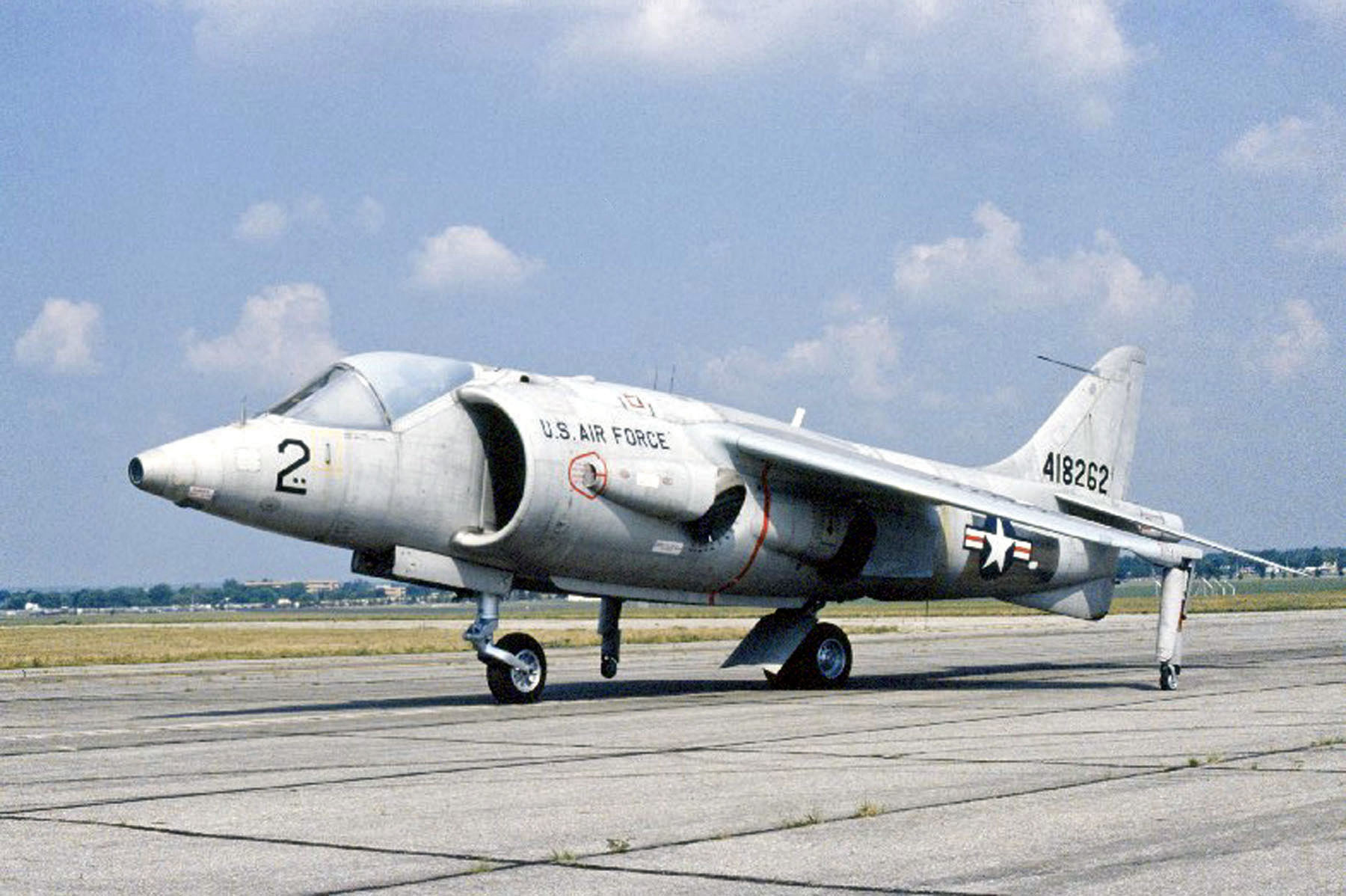
Hawker Siddeley XV-6A Kestrel con los colores de la USAF.

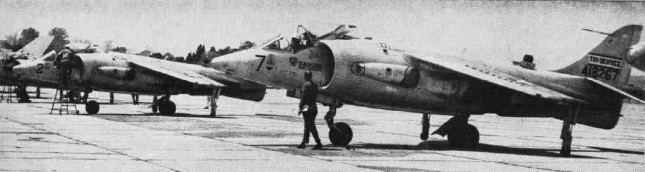
Una pareja de Kestrel en la Estación aeronaval del Río Patuxent, Maryland, Estados Unidos, 1966.

A finales de 1961, Hawker había sido capaz de demostrar la validez de su concepto de diseño, a pesar de la falta de apoyo por parte de la RAF y del poco dado por el Servicio Civil. A principios de 1962, el apoyo oficial surgió en forma de la sección de Requerimientos Operativos del Ministerio de Aviación, que entabló conversaciones con el Tesoro para que aprobara un lote de aviones de producción estándar que fueran operados por una unidad de evaluación, que sería administrada por el Establecimiento Central de Caza en RAF West Raynham. A la luz del franco interés mostrado por personalidades de los Estados Unidos y Alemania Occidental, el Gobierno británico entabló conversaciones con estas naciones y ofreció colaborar en el proyecto y recabar contribuciones para encarar los costes implicados. Tras la aceptación de las tres naciones, el 22 de mayo de 1962, Hawker recibió una Orden de Actuación formal para la compra de los materiales de construcción de los nueve aviones.
Los nueve aparatos fueron ordenados como Kestrel FGA.1, que eran esencialmente una versión mejorada del P.1127. El 7 de marzo de 1964, el XS688 se convirtió en el primer Kestrel en realizar su primer vuelo, volado por Bill Bedford. El Kestrel disponía de alas en flecha y una cola más grande que los primeros P.1127, y el fuselaje fue modificado para acomodar al más grande motor Pegasus 5 de 85 kN (15 000 lbf) como en el P.1127/prototipo Kestrel XP984, junto con algunos otros cambios, como la adición de radio UHF y equipo operativo surtido en una bodega en el interior del fuselaje trasero. Antes de la disponibilidad del Kestrel para la realización de pruebas, una pareja de pilotos de la NASA visitó Dunsfold para realizar una serie de pruebas de manejo usando el anterior P.1127.
El 15 de octubre de 1964 se formó el Escuadrón de Evaluación Tripartito (TES) en RAF West Raynham, con personal de una diversa mezcla de pilotos de pruebas del Reino Unido, los Estados Unidos y Alemania Occidental. El personal del escuadrón eran pilotos experimentados, antes de volar con el Kestrel, cada uno recibió un entrenamiento en tierra de una semana en las instalaciones internas de Bristol en Dunsfold, antes de una  conversión de vuelo de tres horas instruidas por Bill Bedford. El propósito del escuadrón era evaluar la idoneidad del avión V/STOL para realizar operaciones de campo, comparar estilos de uso y métodos de desoegue/aterrizaje, desarrollo de procedimientos de vuelo normal, realizar evaluaciones de vuelo instrumental y explorar las maniobras en un reactor en toda la envolvente de vuelo del Kestrel.
Durante el curso de la evaluación, los pilotos del Tripartito desarrollaron una rutina de salidas típicas para el Kestrel de realización de despegues cortos (STO) y regreso a la base con aterrizajes verticales. Este tipo de operación (STOVL) fue juzgada como la práctica óptima. También se probó operar desde pistas no preparadas en la cercana RAF Bircham Newton, donde el avión demostró ser adecuado para atravesar terreno pantanoso y despegar desde una variedad de revestimientos temporales del suelo. Durante las pruebas, un avión se perdió cuando un piloto intentó realizar un despegue en movimiento con el freno de estacionamiento conectado; las evaluaciones finalizaron en noviembre de 1965.
Seis de los ocho aviones de evaluación supervivientes (los tres asignados a los Estados Unidos más los asignados a Alemania) fueron transferidos a los Estados Unidos para ser evaluados por el Ejército, Fuerza Aérea y Armada estadounidenses como XV-6A Kestrel. Tras la evaluación de los tres servicios, pasaron a la USAF para realizar más evaluaciones en la Base de la Fuerza Aérea Edwards, excepto dos ejemplares que fueron asignados a la NASA. Uno de los dos Kestrel restantes británicos fueron agregados a la Unidad Experimental de Aterrizaje a Ciegas (BLEU) en RAE Bedford y el otro, XS693, fue a Blackburn para modificarlo para que usara el motor actualizado Pegasus 6.
Además de algunos refuerzos, se realizaron cambios en la toma de aire, que había presentado, durante la serie P.1127 y Kestrel, un labio inflable que suavizaba el flujo de entrada cuando el avión estaba casi en estacionario. Hubo preocupaciones acerca de la vida útil de estos dispositivos, por lo que fueron reemplazados por compuertas de alivio de succión convencionales. La experiencia ganada durante la realización de las pruebas navales a bordo del buque de asalto anfibio HMS Bulwark en 1966 convenció a los jefes de proyecto de cambiar todos los usos del magnesio por materiales menos reactivos en la estructura del Kestrel, en los siguientes prototipos y aviones de serie. El Kestrel se convirtió en el prototipo de los Harrier de preproducción.

### P.1127 (RAF)
En 1961, la OTAN emitió el Requerimiento Militar Básico 3 de la OTAN (NBMR-3) que especificaba un avión VTOL, aunque uno con las prestaciones supersónicas de un avión como el F-4 Phantom II, junto con las capacidades VTOL. Reconociendo que el P.1127 no satisfaría esto, Hawker comenzó a trabajar en un nuevo proyecto, designado P.1150, que era efectivamente un derivado supersónico del P.1127, así como también en otra versión, designada P.1154, que cumpliría con los requerimientos especificados en el NBMR-3. El P.1154 fue declarado el ganador de la competición de la OTAN; la construcción del prototipo ya estaba en marcha en el momento de la cancelación en 1965. El Gobierno francés se había retirado poco después de que se seleccionase el P.1154 en lugar del Dassault Mirage IIIV.
Tras la cancelación del P.1154, la RAF comenzó a estudiar una mejora simple del Kestrel como avión de producción; de acuerdo con esto, emitió el Requerimiento ASR 384, que solicitaba un reactor de ataque a tierra V/STOL, conocido como P.1127 (RAF). A finales de 1965, la RAF ordenó seis aviones P.1127 (RAF) de preproducción. El 31 de agosto de 1966, el primero de estos aviones P.1127 (RAF) realizó su primer vuelo. A principios de 1967, Hawker Aviation recibió formalmente una orden por 60 aviones de producción; en ese momento, el avión recibió la designación Harrier GR.1. El Harrier iba aconvertirse en un exitoso avión en servicio con los británicos, y fue exportado a varias naciones, siendo usado a menudo como avión embarcado.

## Diseño

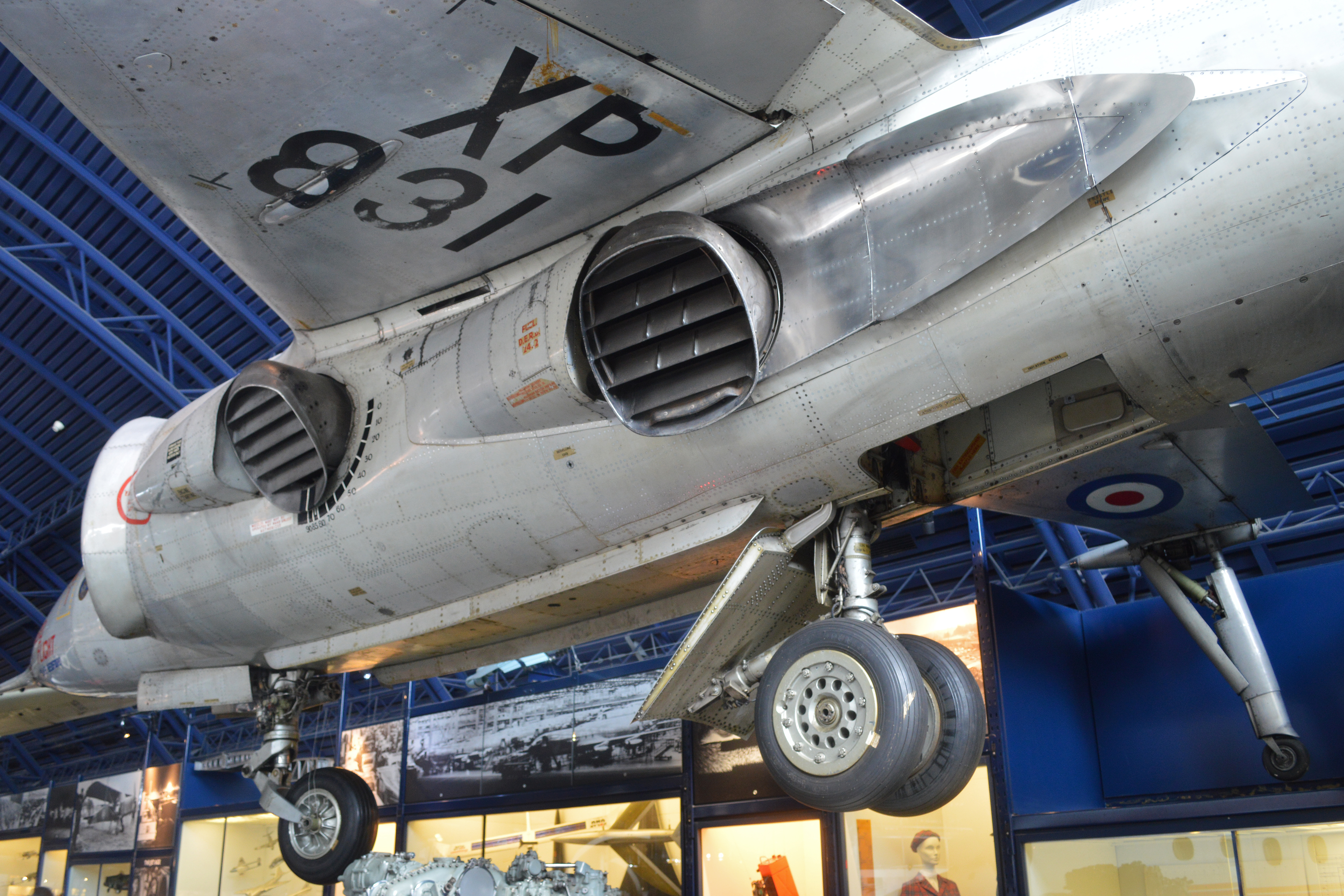
Fuselaje inferior de babor del primer prototipo del P.1127, mostrando las toberas giratorias.

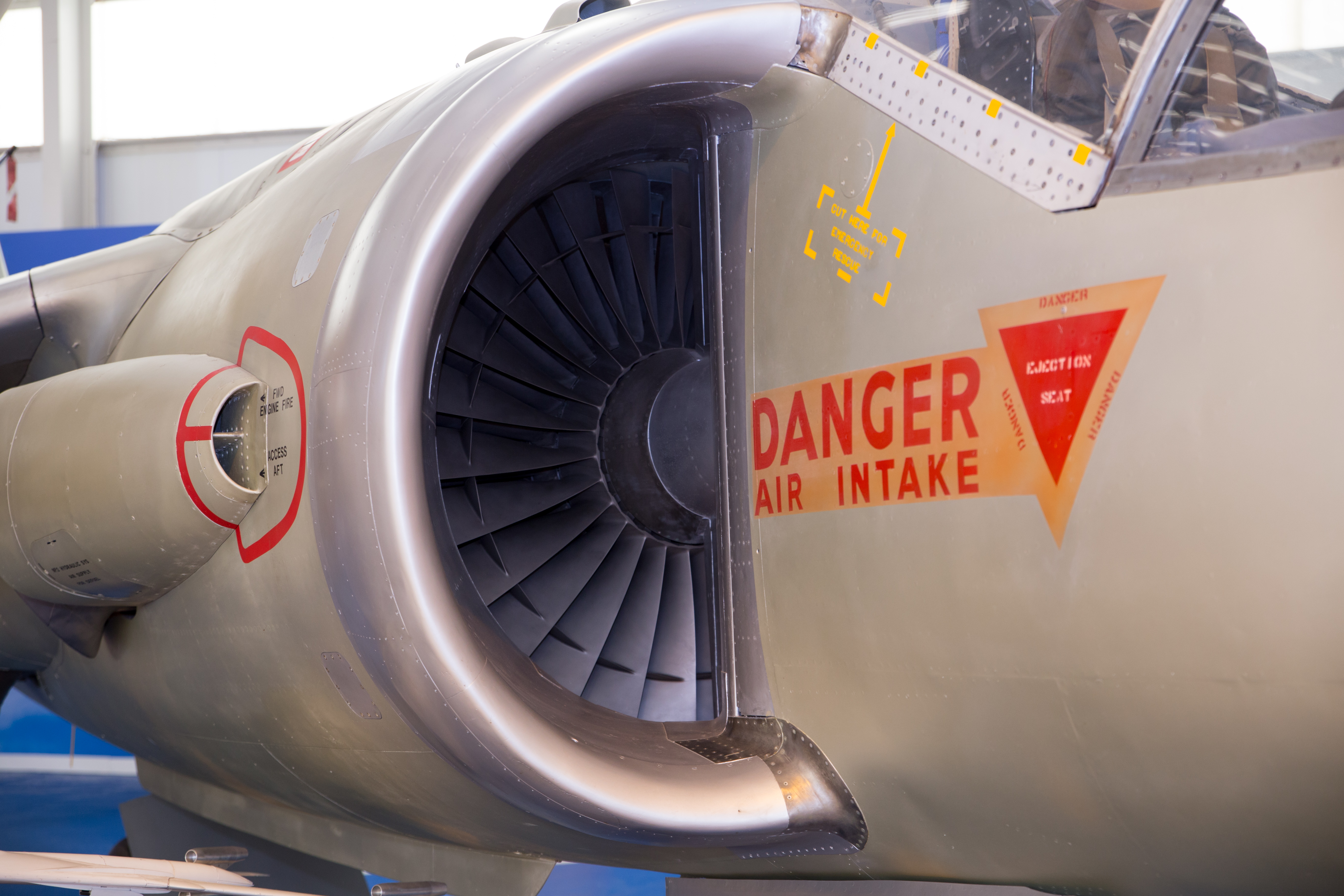
Toma de aire de un P.1127.

El P.1127/Kestrel fue un avión V/STOL experimental, que sirvió como precursor de la producción del Hawker Siddeley Harrier y de la más amplia familia del Harrier Jump Jet. Sirvió para demostrar una técnica de vuelo totalmente original, así como para probar un nuevo tipo de motor en la forma del turbofán Pegasus. Aparte de esto, el avión empleaba una estructura principalmente convencional que, según Mason, contribuyó favorablemente en la realización de las operaciones de ataque al suelo previstas para los aviones de producción.
La situación del motor Pegasus, que estaba colocado dentro de un fuselaje relativamente pequeño, significó que la cabina fuese instalada directamente delante del mismo, en medio de las posteriores tomas de aire de "oreja de elefante" del motor. El escape a reacción "frío" era dirigido desde el gran soplante delantero del compresor del motor hasta toberas giratorias de fibra de vidrio localizadas a los lados del fuselaje principal, por detrás de las tomas de aire; el escape a reacción "caliente" de la parte trasera del motor era encauzado a través de un conducto bifurcado hasta dos toberas giratorias de acero localizadas un poco por detrás de las utilizadas para el escape "frío". Adicionalmente, también se extraía aire sangrado del compresor, que era enviado por dentro del fuselaje y las alas hasta unas toberas de control, conocidas como "sopladoras", localizadas en el morro, cola y puntas alares del avión, que se utilizaban para la estabilización durante los vuelos en estacionario.
El avión estaba provisto con un ala de una pieza montada semialta en la parte superior del fuselaje; la forma de la misma se alteró progresivamente desde una delta recortada a una configuración totalmente en flecha, completada con bordes de ataque extendidos y extensiones de diente de sierra espaciados. También fueron adoptados unos planos de cola monopieza totalmente móviles, que se articulaban sobre el fuselaje trasero. El P.1127 poseía una atípica disposición del tren, conocida como tren de aterrizaje de "pista cero", que soportaba la mayor parte del peso del avión sobre un par de ruedas principales montadas centralmente; la dirección se conseguía gracias a una rueda de morro convencional, mientras que el equilibrio lo proporcionaban un par de ruedines montados en las puntas alares.
El P.1127 estaba equipado con controles de vuelo enteramente convencionales mientras operaba dentro de un régimen de vuelo normal; para evitar las condiciones de pérdida aerodinámica cuando deceleraba a bajas velocidades, el control sería transferido gradual y automáticamente a las toberas de control, o "sopladoras", sangrando más aire desde el compresor mientras que las toberas del motor giraban hacia la posición "abajo". Se instaló un sistema de autoestabilización en todos los aviones; la necesidad de tal característica es discutible, ya que se realizaron incontables transiciones entre el vuelo vertical y el horizontal con el equipo autoestabilizador completamente desconectado.
El P.1127 carecía de armamento incorporado; el espíritu de la flexibilidad táctica significaba una dependencia de las municiones y equipos montados en soportes subalares, que incluían baterías múltiples de cohetes de 51 mm, contenedores de cañón ADEN de 30 mm y bombas de 450 kg (1000 lbs), napalm y depósitos lanzables de extensión del alcance. Los prototipos fueron equipados con largas sondas instrumentalizadas montadas en el morro, que fueron reemplazadas en el Kestrel por un equivalente mucho más pequeño montado en el empenaje que permitió acomodar en el morro una cámara táctica en su lugar. Una característica inusual del P.1127 era la instalación de una turbina de aire de impacto sobre el fuselaje trasero, justo delante del empenaje, destinada a proporcionar potencia a los servicios auxiliares en caso de fallo del motor.

## Variantes

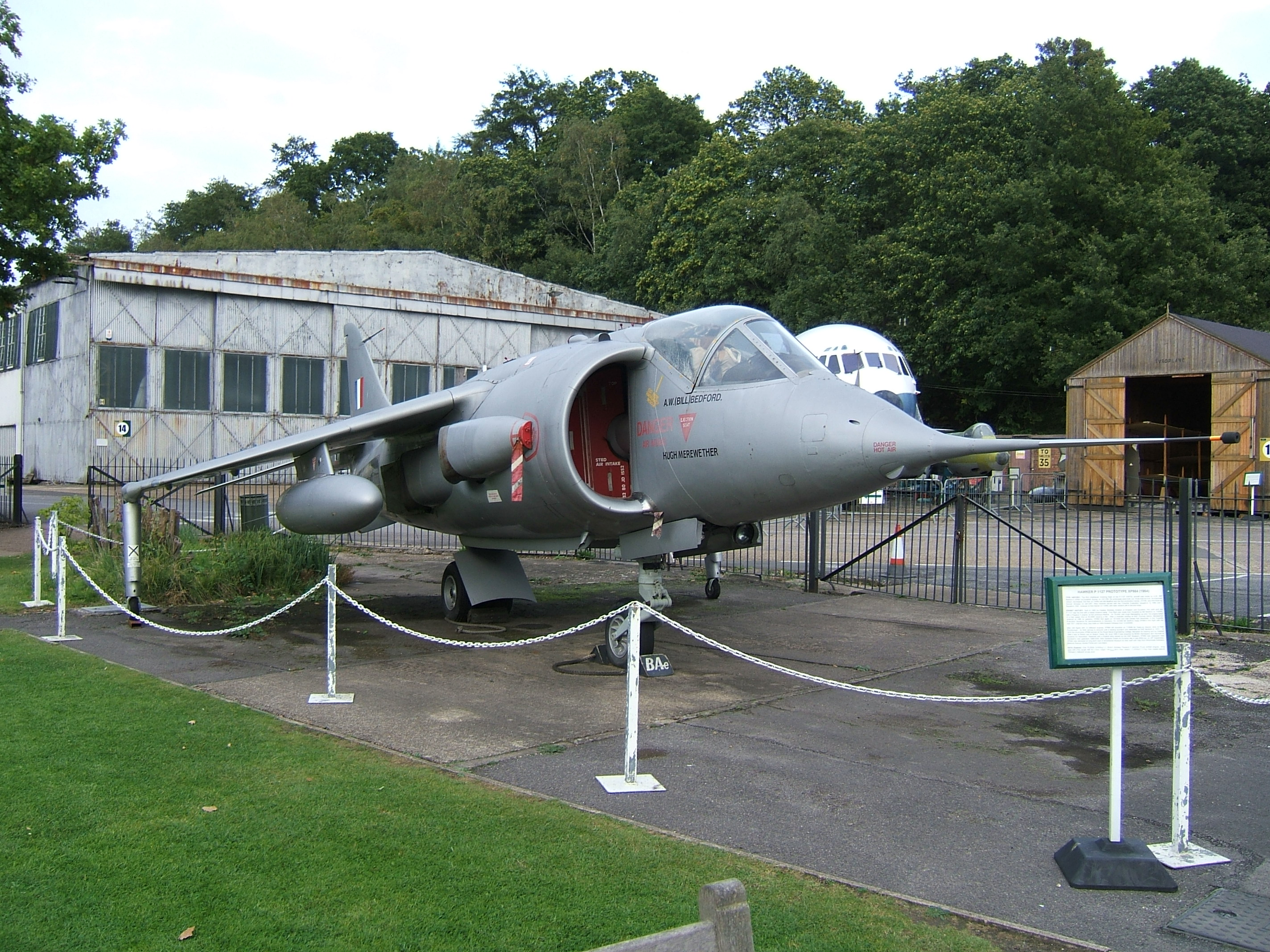
El último de los seis prototipos P.1127 (XP984) y el único con ala en flecha, posteriormente convertido en el primer prototipo Kestrel con motor Pegasus 5.

P.1127
Caza V/STOL experimental, dos prototipos y cuatro aviones de desarrollo.
Kestrel FGA.1
Avión para el escuadrón de evaluación tripartito, nueve construidos, seis pasaron a ser designados XV-6A.
P.1127 (RAF)
Avión de desarrollo para un caza V/STOL de reconocimiento y ataque a tierra, seis construidos, pasaron a producción como Harrier GR.1.
XV-6A
Designación de las Fuerzas Armadas de los Estados Unidos para el Kestrel FGA.1.
VZ-12
Designación del Ejército de los Estados Unidos de dos aviones de desarrollo P.1127, no entregados.

## Operadores
Alemania Occidental

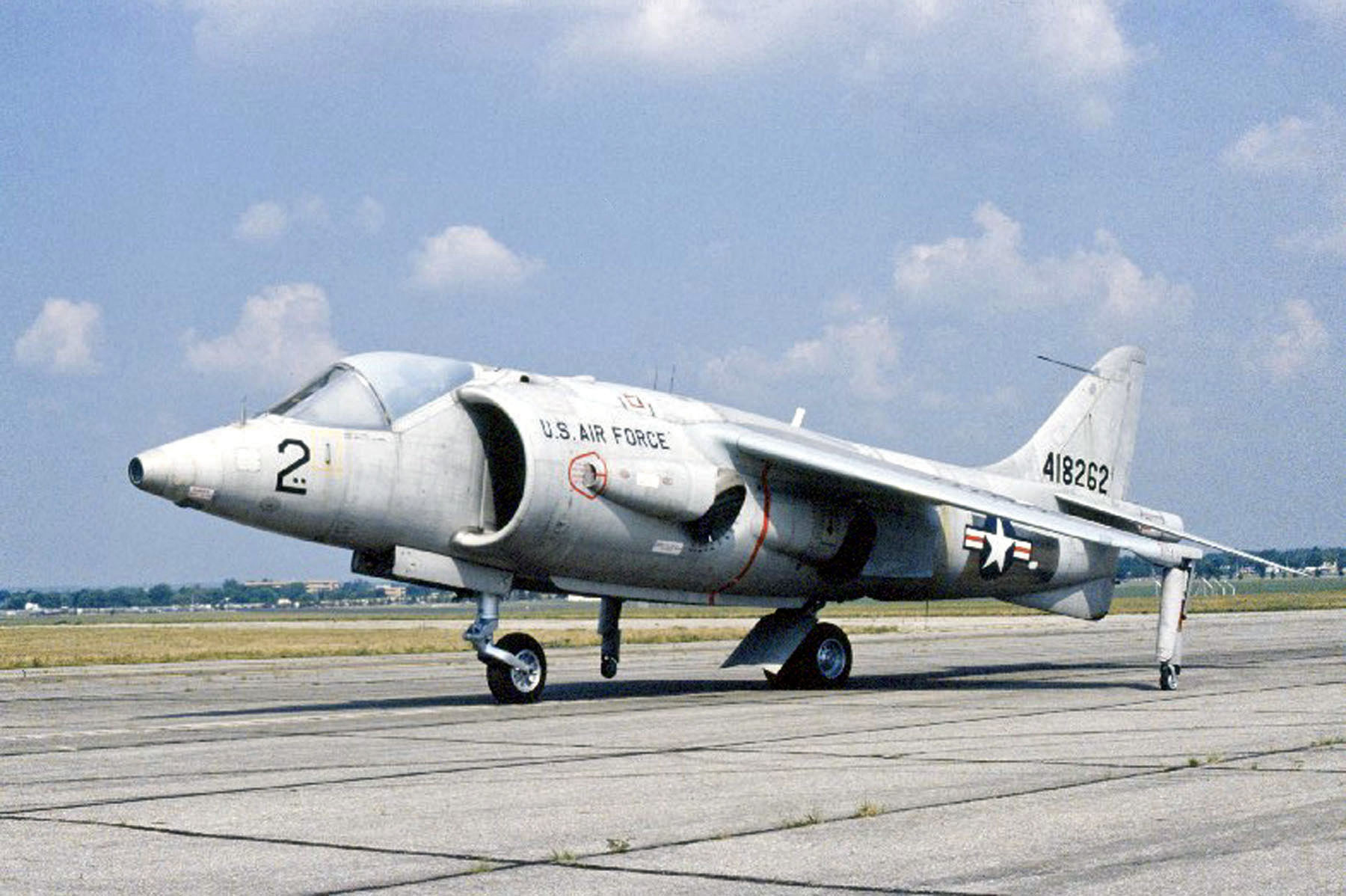
Hawker Siddeley XV-6A Kestrel con la USAF.

- Luftwaffe: participante en el Escuadrón de Evaluación Tripartito, los aviones asignados no fueron entregados y pasaron a Estados Unidos.

 Estados Unidos
- Ejército de los Estados Unidos: participó tanto en el Escuadrón de Evaluación Tripartito como en el equipo de evaluación del XV-6A de las tres ramas militares.
- Fuerza Aérea de los Estados Unidos
- Armada de los Estados Unidos: participó tanto en el Escuadrón de Evaluación Tripartito como en el equipo de evaluación del XV-6A de las tres ramas militares.
- NASA

 Reino Unido
- Real Fuerza Aérea

## Especificaciones (Kestrel FGA.1)
Referencia datos: Hawker Aircraft since 1920 The Hawker P.1127 and Kestrel

### Características generales
- Tripulación: Uno (piloto)
- Longitud: 13 m (42,5 ft)
- Envergadura: 7 m (22,9 ft)
- Altura: 3,3 m (10,8 ft)
- Peso vacío: Aprox. 4445 kg
- Peso cargado: 6580 kg (para despegue vertical)
- Peso máximo al despegue: Aprox. 7700 kg (para despegue vertical)
- Planta motriz: 1× turbofán de empuje vectorial Bristol Siddeley Pegasus 5.
  - Empuje normal: 67 kN (6832 kgf; 15 062 lbf) de empuje.

### Rendimiento
- Velocidad máxima operativa (Vno): 1036 km/h (644 MPH; 559 kt) (Mach 0,92) a nivel del mar
- Techo de vuelo: 18 750 m (61 516 ft) (Aprox.)
- Régimen de ascenso: 250 m/s (49 212 ft/min)
- Empuje/peso: 1,04

## Aeronaves relacionadas

### Desarrollos relacionados
- Short SC.1
- Hawker Siddeley P.1154
- Hawker Siddeley Harrier

### Aeronaves similares
- Bell X-14
- Ryan XV-5 Vertifan
- Hunting H.126
- Yakovlev Yak-36

### Secuencias de designación
- Secuencia P._ (interna de Hawker): ← P.1124 - P.1125 - P.1126 - P.1127 - P.1128 - P.1129 - P.1130 →
- Secuencia VZ-_ (Aeronaves de investigación VTOL del Ejército estadounidense, 1956-1962): ← VZ-9 - VZ-10 - VZ-11 - VZ-12
- Secuencia _V-_ (Aeronaves STOL/VTOL estadounidenses, 1962-presente): ← V-3 - V-4 - V-5 - V-6 - CV-7 - V-8 - AV-8A/B →